# Гичкин, Макар Ефимович
Макар (Марк) Ефимович Гичкин (9 февраля 1903, Николаев, Херсонская губерния, Российская империя — 1989 Николаев, Украинская ССР, СССР) — советский футболист, нападающий.

## Игровая карьера
Уроженец города Николаева. Играл в николаевских командах «Всеобуч», «Местран» и «Динамо». С местраном становился победителем и призёром первенства города. Более десяти лет выступал за сборную Николаева, в составе которой дважды становился призёром чемпионатов УССР (1927 серебро и 1928 бронза). 12 сентября 1928 года участвовал в первом международном матче главной команды города со сборной рабочего спортивного союза ТУЛ (Финляндия). Николаевские футболисты выиграли со счетом 3:1, и один из мячей в ворота финнов забил Гичкин.
Позже известного футболиста пригласили в Одессу, где он продолжил выступления в «Динамо» и «Пищевике». В довоенных чемпионатах СССР провёл около ста матчей (из них почти 50 в высшей лиге СССР) и забил 17 мячей. Регулярно выступал за сборную Одессы.
Во время Великой Отечественной войны Гичкин воевал, был награждён боевыми орденами и медалями. После войны вернулся в Николаев. В 1946 году, когда «Авангард» возобновил выступления в чемпионатах СССР, Макар провёл в составе команды 5 матчей. На тот момент ему было 43 года.

## Тренерская карьера
В 1949 году в тандеме с Леонидом Ореховым тренировал николаевский «Судостроитель». В 1951 году возглавлял сборную Николаева. В 1952 году стал главным тренером любительской команды «Красное Знамя», с которой в том же году завоевал серебряные медали чемпионата УССР.

## Достижения
Игрок
- Серебряный призёр чемпионата УССР: 1927
- Бронзовый призёр чемпионата УССР: 1928
- В списке лучших футболистов СССР (1): № 3 (1930).

Тренер
- Серебряный призёр чемпионата УССР: 1952